# Ferenczy Múzeum
A Ferenczy Múzeumot (Ferenczy Múzeumi Centrum) 1951-ben alapították. A címe Szentendre, Kossuth Lajos utca 5.

## Épülete
A Ferenczy Múzeumi Centrum által működtetett Ferenczy Múzeum eredeti főépülete ortodox szerb iskolának épült 1794-ben copf stílusban. 1812-1816 közt szerb nyelvű tanítóképző működött benne. Cifka Anna tervei alapján 1972-ben új szárnnyal bővítették. A modern épületszárnyakkal körülvett belső udvarokat Ferenczy Béni szobrai díszítik.
2010-ben az épület visszakerült szerb egyházi tulajdonba, a megyei múzeumigazgatóság irodáit a Fő téri, ún. Kereskedőházba helyezték át. A Ferenczy család művészetét bemutató kiállítás két évi átmeneti szünet után 2012-ben a Pajor Kúriába költözött át.
A Ferenczy Múzeumot 1951-ben alapították, nevét Ferenczy Károly festőművészről kapta. Ferenczy 1889-92-ben Szentendrén élt és alkotott, ikergyermekei, Noémi, a későbbi gobelinművész és Béni, a későbbi szobrász- és éremművész itt születtek.

## Gyűjteményei
A múzeum gyűjteményei közül legjelentősebb a képzőművészeti gyűjtemény, amely a Ferenczy család művész tagjainak (Ferenczy Károly, Ferenczy Valér, Ferenczy Noémi, Ferenczy Béni) fontos alkotásait és más jeles szentendrei alkotók munkáit tartalmazza.

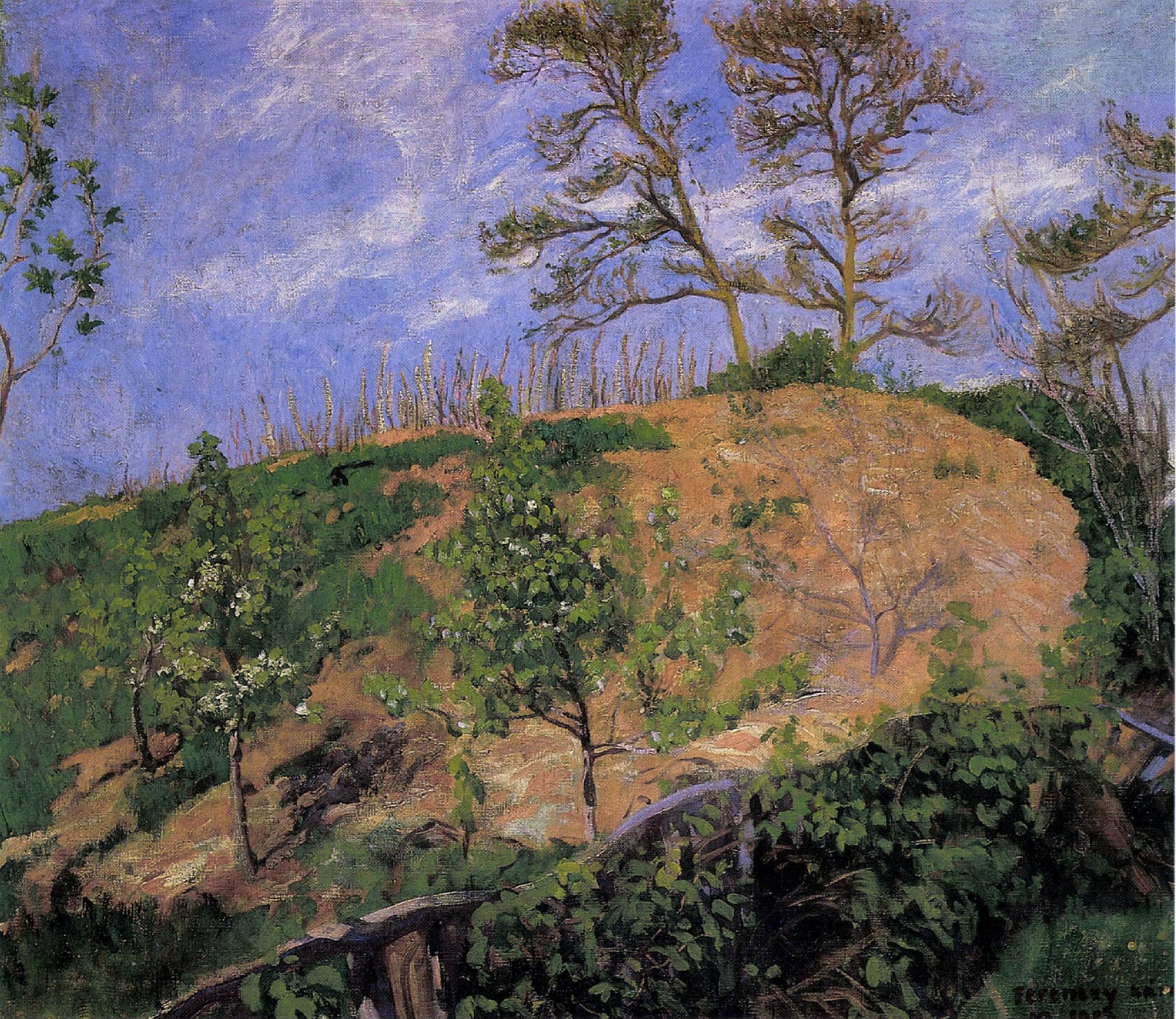
Ferenczy Károly Tájkép tavasszal (1905)

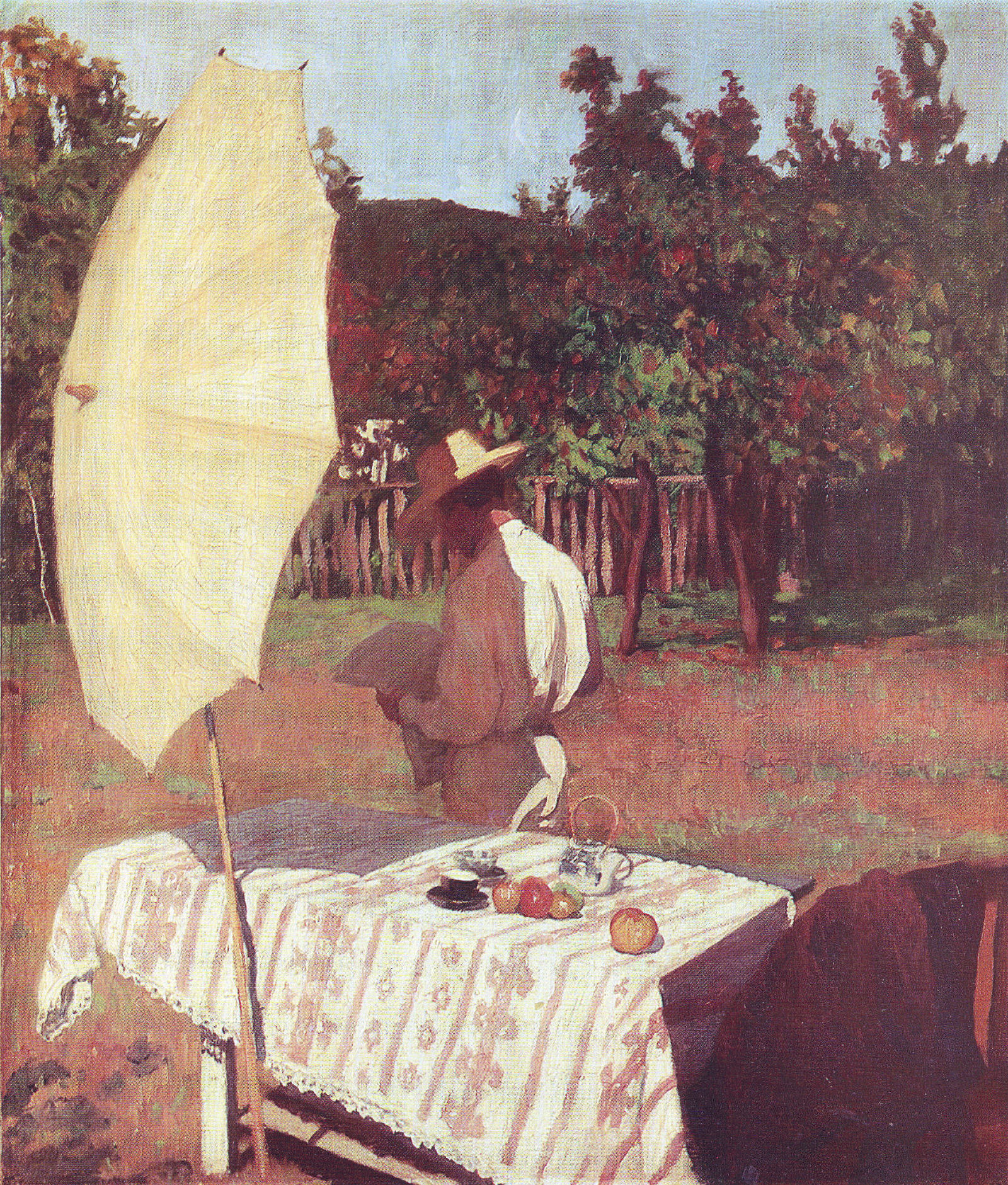
Ferenczy Károly Október (1903)

## Filiái
- Ámos Imre – Anna Margit Emlékmúzeum
- Barcsay Múzeum
- Czóbel Béla Múzeum
- Kmetty Múzeum
- Kovács Margit Múzeum
- MűvészetMalom
- Római Kőtár
- Szentendrei Képtár
- Vajda Lajos Emlékmúzeum

## Külső hivatkozások
- Ferenczy Múzeumi Centrum